# Emmanuel-Philibert de Savoie (1528-1580)
Pour les articles homonymes, voir Emmanuel-Philibert de Savoie.
Emmanuel-Philibert de Savoie (en Italien Emanuele Filiberto), dit Tête de fer ou le Prince à cent yeux (Chambéry, 8 juillet 1528 - Turin, 30 août 1580), est un duc de Savoie et prince de Piémont (1553-1580).

## Biographie

### Origines
Emmanuel-Philibert de Savoie est né au château de Chambéry, le 8 juillet 1528. Il est le 3e fils du duc Charles II (1486-1553), (également connu sous le nom de Charles III par les historiens), souverain des États de Savoie, dit « le Bon » et de la princesse Béatrice de Portugal, fille du roi Manuel Ier de Portugal et de Marie d'Aragon.
Béatrice de Portugal, sa mère, est la belle-sœur de l'empereur Charles-Quint, marié avec l'infante Isabelle de Portugal : il jouera un rôle primordial dans la carrière de son neveu par alliance, Emmanuel-Philibert de Savoie.
Le jeune Emmanuel-Philibert a pour éducateurs, Claude-Louis Alardet, chanoine de Genève, et ensuite évêque de Lausanne ; et Jean-Baptiste Provana de Leyni, évêque de Nice. Son gouverneur est Aimon de Genève, baron de Lullin, considéré comme un excellent éducateur.

### 1536: Seul et dernier héritier de la dynastie de Savoie dont les États sont annexés par le royaume de France
Lorsque les armées du roi de France François Ier, alliées aux forces genevoises, envahissent en 1536 les États de Savoie au détriment de l'infortuné duc Charles III, ce dernier est contraint d'abandonner la plus grande partie de ses états en ratifiant la Paix de Nice en 1538, au profit du royaume de France. Il s'exile avec sa famille, dans le comté de Nice et à Verceil en Piémont.
Les deux frères aînés d'Emmanuel-Philibert, Adrien et Louis, successeurs au trône de Savoie, sont morts prématurément, l'un en 1529 à l'âge de un an, à Ivrée, où la cour s'était réfugiée à cause de la peste, le second en 1536, à l'âge de 13 ans, à la cour de Madrid : il était fiancé depuis 1527 à Marguerite de France, fille du roi François Ier.
Emmanuel-Philibert de Savoie, alors qu'il était destiné par son père à l'état ecclésiastique, devient en 1536, à l'âge de huit ans, le dernier successeur de la dynastie de Savoie.
Il est « l'unique fils survivant, l'unique réconfort et la seule espérance du duc son père que le sort a frappé si durement, qu'on a pu croire un moment l'avenir de sa Maison à jamais compromis ». Son père décide alors de l'envoyer à la cour de son beau-frère, Charles-Quint, empereur, roi d'Espagne, de Naples et de Sicile.
Il s'est révélé comme un homme de guerre d'une rare valeur, non seulement à cause de son courage, mais encore en vertu de sa science tactique remarquable.
L'inébranlable confiance d'Emmanuel-Philibert dans ses résolutions lui valent le surnom de « Tête de Fer ». À la mort de son père, il n'hérite que du comté de Nice et seulement de quelques places dans le nord-est du Piémont, dont la plus grande partie, y compris Turin, est occupée par les Français.

### 1553: Commandant en chef des troupes impériales, à la reconquête des États de Savoie
En 1553, Emmanuel-Philibert succède à son père, Charles III, décédé à Verceil le 17 août 1553 : il porte désormais le titre de duc de Savoie. Son objectif est de travailler de toutes ses forces à se faire restituer les domaines dont sa Maison a été dépouillée. Confiant en sa fortune et fort de ses droits, le duc Emmanuel-Philibert adopte une devise guerrière : « Spoliatis arma super sunt » et il reconquit ses États à la pointe de l'épée.
Il a servi son oncle, Charles Quint, dans la guerre contre les confédérés de Smalkalde (1547). Il s'est déjà illustré au siège de Metz (1552) à la tête de la cavalerie flamande et il reçoit, l'année suivante, le commandement en chef des troupes impériales dans les Pays-Bas, par décret du 27 juin 1553.
La 19 juillet 1553, le duc Emmanuel-Philibert de Savoie, à la tête des troupes impériales,s'empare de la place-forte de Hesdin : Il tente de négocier avec le roi de France Henri II un traité de paix qui ne peut aboutir, faute d'une entente au sujet de la restitution, par les Français, des États de Savoie, à leur légitime souverain.

### 1557-1559: victoire de Saint-Quentin et traités du Cateau-Cambrésis
Sous le règne de son cousin, le roi Philippe II d'Espagne, qui vient de succéder en 1555 à son père, Charles-Quint, lors de son abdication, Emmanuel-Philibert de Savoie est nommé gouverneur des Pays-Bas espagnols. Il remporte une victoire éclatante à la bataille de Saint-Quentin (1557), comme commandant en chef des troupes impériales, contre les troupes du roi Henri II de France, commandées par le connétable de Montmorency et le maréchal de Saint-André qui sont faits prisonniers.
En vertu des Traités du Cateau-Cambrésis (1559), Emmanuel-Philibert de Savoie recouvre le duché de Savoie et le Piémont, à l'exception de quelques places fortes occupées par des garnisons françaises qui seront libérées ultérieurement : il s'agit de Turin, Chieri, Pignerol, Chivasso et Villeneuve d'Asti. C'est le comte de Challant qui fut chargé de recouvrer les domaines des Ètats de Savoie au nom de son souverain. Mais les Français qui occupaient la Savoie et le Piémont depuis vingt-trois ans, eurent le regret à les abandonner. On cite le cas du maréchal de Bourdillon qui n'évacua les places de sûreté qu'à la troisième sommation, exigeant l'ordre écrit du roi Henri II, enregistré au Parlement de Chambéry.

### 1559: Mariage avec la princesse Marguerite de France

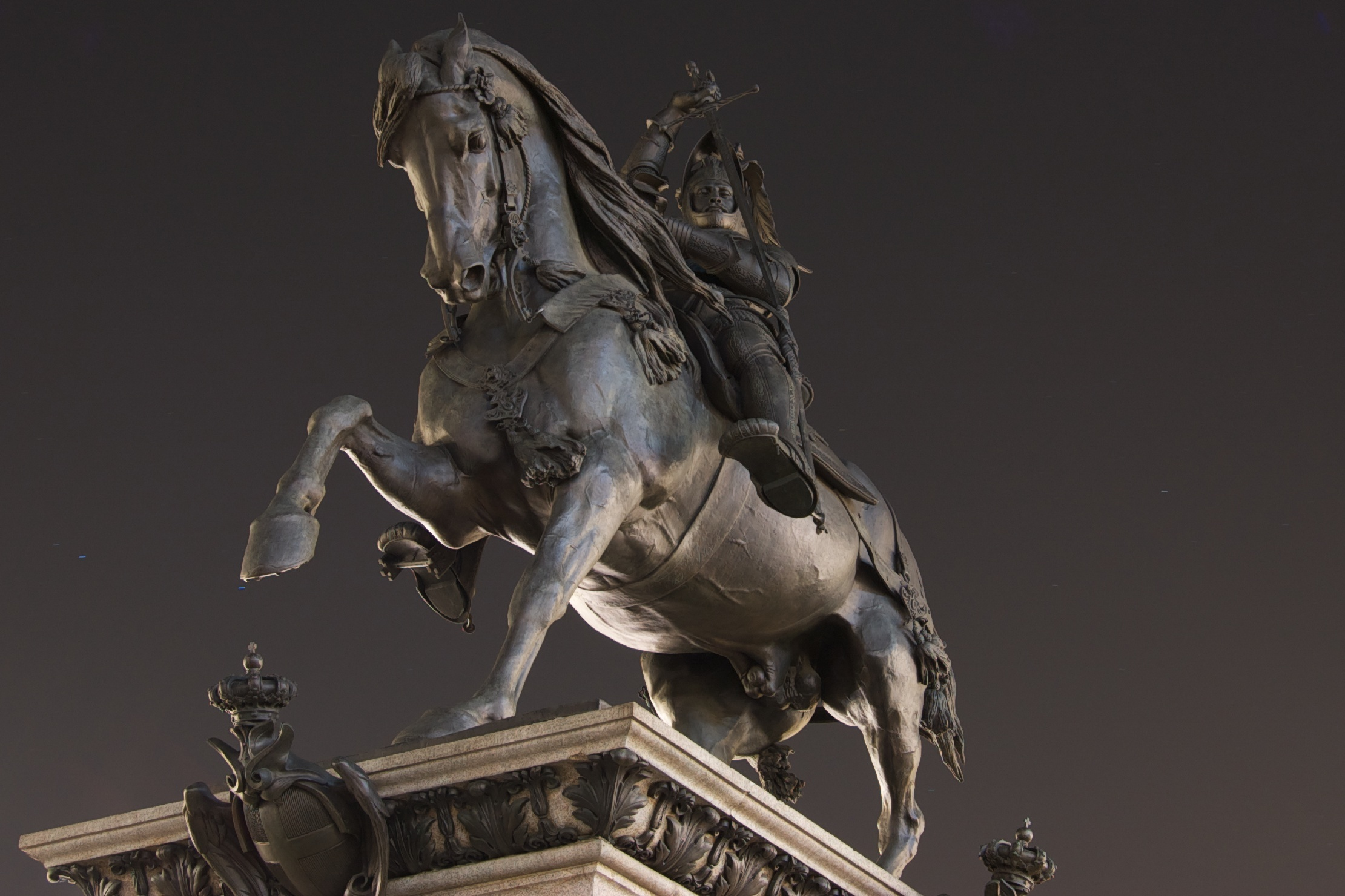
Monument à Emmanuel-Philibert de Savoie, place Saint-Charles à Turin.

La paix du Cateau-Cambrésis repose, pour les États de Savoie et le royaume de France, sur le mariage de la princesse Marguerite de Valois, duchesse de Berry, fille cadette du roi François Ier, sœur du roi Henri II et anciennement fiancée au frère aîné du duc de Savoie, avec le duc Emmanuel-Philibert de Savoie. C'est le troisième mariage d'une princesse de France en 1559 après les mariages de ses nièces Élisabeth de France avec le roi Philippe II d'Espagne et Claude de France avec le duc Charles III de Lorraine. Des fêtes somptueuses sont organisées au quartier du Marais à Paris et un grand tournoi a lieu rue Saint-Antoine transformée en lice, auquel le roi Henri II participe à plusieurs reprises avec ardeur. Il est grièvement blessé lors d'une joute contre le sire de Montgommery, capitaine écossais de la garde royale.
La cérémonie nuptiale a lieu le 10 juillet 1559, endeuillée par la mort du souverain.
La duchesse Marguerite de Savoie est connue pour ses talents politiques et diplomatiques, qu'elle a mis au service des États de Savoie : à sa mort, elle fut pleurée par le peuple de Savoie, de Nice et de Turin.

### 1560 - 1580: Règne
Le duc Emmanuel-Philibert de Savoie, est conseillé au début de son règne par l'ancien chancelier de France, Michel de L'Hospital, membre de la cour de la duchesse Marguerite de Savoie, nommé provisoirement chancelier de Savoie. Le duc résigne ses fonctions de gouverneur des Pays-Bas espagnols et de commandant en chef des armées impériales que lui avait confiées son cousin Philippe II d'Espagne, pour faire face à ses responsabilités de souverain des États de Savoie.
Avec l'aide de son conseiller, André Provana de Leyni, une des figures les plus importantes de la Restauration des États de Savoie au XVIe siècle, il procède à des réformes, en commençant par organiser la justice, en confiant au Souverain Sénat de Savoie institué à Chambéry sous l'autorité de Louis Milliet, la mission de remplacer l'ancien Parlement français, par l'Édit du 11 février 1560. Il met en place à Chambéry, une nouvelle Chambre des comptes de Savoie qu'il érige en cour souveraine par l'Édit du 6 octobre 1560. Il fait appel au sentiment national en réclamant le concours de tous les personnages qualifiés de ses États et en interdisant leur agrégation à des États étrangers. Il établit les règles de fonctionnement des établissements d'éducation et d'études supérieures, sous la responsabilité d'Emmanuel-Philibert de Pingon. Il dégage le peuple de sa servitude en abrogeant les vieilles coutumes médiévales. Il confie au peuple, notamment, la défense du pays en réorganisant l'armée nationale recrutée dans le peuple et en supprimant l'état de mercenaire par l'Édit de Verceil du 28 janvier 1561. Sous l'influence bienveillante de son épouse, la duchesse Marguerite de Savoie, il négocie la libre pratique de la religion réformée, avec les ministres vaudois du culte protestant, en ratifiant le traité de Cavour du 5 juin 1561.
« Le peuple fut charmé de ces innovations ».
Il doit être retenu que cette période de vingt années n'a connu aucune des guerres dont les États de Savoie ont eu à souffrir au cours des régimes précédents, à l'exception toutefois de la bataille de Lépante de 1571 contre les Turcs, à laquelle ont participé victorieusement trois galères savoyardes,« la Marguerite, la Piémontaise et la Capitane ». Le duc Emmanuel-Philibert prend la précaution de faire édifier la citadelle de Turin qui sera achevée en 1577, afin de dissuader toutes les interventions belliqueuses.
L'occupation française avait duré près d'un quart de siècle : les historiens considèrent que « l'Occupation française avait été pour la Savoie, une brillante époque de transition entre le Moyen Âge et les temps modernes. De 1560 à 1580, le duc Emmanuel-Philibert fera germer des semences fécondes. La concentration de ses ressources, l'unification de ses provinces, et surtout l'organisation morale de ses États lui méritèrent le titre de second fondateur de la dynastie ».
Le 22 septembre 1561, il signe l'édit de Rivoli par lequel il remplace l'usage du latin dans les documents officiels par le français dans les domaines à l'ouest des Alpes (Savoie) et dans la Vallée d'Aoste et par l'italien dans les domaines à l'est (Piémont) et au sud (comté de Nice) des Alpes.
En 1562, la capitale du duché de Savoie, Chambéry, devenue une place souvent menacée par la France voisine, est transférée à Turin,. Le 7 février 1563, le couple ducal fait officiellement son entrée dans la capitale du Piémont.
En 1563, il récupère la totalité de ses États à la suite du traité de Blois.
Emmanuel-Philibert séjourne fréquemment à Nice et y fait battre monnaie. L'Hôtel de la Monnaie de Nice est actif tout au long de son règne. Certaines des monnaies frappées à Nice affichent son titre de comte de Nice (Comes Nicie), ce qui est exceptionnel sur les monnaies ducales.
Après des tentatives infructueuses de conversion des fidèles de l'Église évangélique vaudoise, il se décide à leur laisser le libre exercice de leur culte.
En 1572, il rétablit l’ordre de Saint-Maurice, et le réunit à l’ordre de Saint-Lazare.
Il obtient du roi Henri III de France en 1574 les restitutions de Pignerol et de Savillan, en 1575, des Espagnols, celles de Santhià et d'Asti. Il acquiert en 1576 la principauté d'Oneille.
Il est le fondateur de l'université de Mondovi.
À la mort de son oncle, le cardinal-roi Henri Ier de Portugal, le 30 janvier 1580, il est l'un des prétendants au trône du Portugal, avec ses cousins : Philippe II d'Espagne (fils de l'Infante Isabelle), Rannucio de Parme (fils de l'Infante Maria de Guimarães) et l'Infante Catherine de Guimarães (duchesse de Bragance par mariage). Mais c'est finalement Antoine Ier, fils naturel de l'Infant Louis (5e duc de Beja), qui obtient la succession, avant d'être rapidement défait par les troupes du roi d'Espagne Philippe II qui ceint alors la couronne du Portugal.
Le duc Emmanuel-Philibert de Savoie meurt à Turin le 30 août 1580. Il est inhumé dans l'église Métropolitaine de Saint-Jean de Turin
« Guerrier dans la première moitié de sa vie, Emmanuel-Philibert fut exclusivement législateur et homme d'État dans la dernière. Ses dispositions législatives sur l'administration de la justice, sur les finances, l'organisation militaire, etc., sont extrêmement remarquables pour leur époque […] Les lois d'Emmanuel-Philibert portent l'empreinte d'un génie supérieur qui a devancé son siècle ».

## Épilogue
Emmanuel-Philibert, « Tête de Fer », restaurateur de la puissance de sa Maison, reste dans l'Histoire l'une des plus hautes figures de sa lignée. Ce prince, né à une époque tourmentée, grandi au milieu des pires adversités, offre l'exemple de ce que peut une volonté ferme au service d'un courage à toute épreuve. La plus ferme intelligence unie au caractère le plus noble sont les traits distinctifs du restaurateur des États de Savoie.

## Union et postérité
De son union avec Marguerite de Valois, le duc Emmanuel-Philibert de Savoie a un fils unique, Charles Emmanuel, né au château de Rivoli, en Piémont, le 12 janvier 1562 qui deviendra, à l'âge de 18 ans, souverain des États de Savoie en 1580 sous le nom du duc Charles-Emmanuel Ier de Savoie, à la mort de son père.
Le duc Emmanuel-Philibert de Savoie a laissé sept enfants illégitimes.

## Blason et devise
Son blason de gueules à la Croix d'argent est accompagné de la devise « Spoliatis arma supersunt » (« À ceux qui sont dépouillés, il reste les armes »).